# Фольксваген-жук (фильм, 1968)
«Фольксваген-жук» (англ. The Love Bug) — американский спортивный комедийно-приключенческий фильм режиссёра Роберта Стивенсона по сценарию Билла Уолша и Дона Дагради, основанный на рассказе Гордона Буфорда «Car, Boy, Girl». Это первый фильм в серии фильмов «Герби».
Фильм рассказывает о приключениях разумного Фольксваген-жука по имени Герби, водителя Герби, Джима Дугласа (Дин Джонс), и его возлюблённой, Кэрол Беннетт (Мишель Ли). В фильме также снялись Бадди Хакетт в роли просвещённого, добросердечного друга Джима, Теннесси Стейнметца, персонажа, который создает «искусство» из использованных автомобильных деталей. Английский актёр Дэвид Томлинсон сыграл злодея Питера Торндайка, владельца автомобильного выставочного зала и национального чемпиона SCCA, который продает Герби Джиму и в конечном итоге становится его конкурентом по гонкам.
К фильму вышло продолжение «Герби снова на ходу». Первоначально фильм вышел 24 декабря 1968 года в ограниченном прокате, а затем 13 марта 1969 года в широкий прокат компанией Walt Disney Productions. Он получил положительные отзывы от критиков и заработал 51,2 миллиона долларов при бюджете в 5 миллионов.

## Комикс
- Gold Key: The Love Bug (июнь 1969)[3][4]